# Медісон (Меріленд)
Медісон (англ. Madison) — переписна місцевість (CDP) в США, в окрузі Дорчестер штату Меріленд. Населення — 205 осіб (2020).

## Географія
Медісон розташований за координатами 38°30′32″ пн. ш. 76°12′15″ зх. д. / 38.50889° пн. ш. 76.20417° зх. д. (38.508928, -76.204222).  За даними Бюро перепису населення США в 2010 році переписна місцевість мала площу 8,40 км², з яких 8,30 км² — суходіл та 0,11 км² — водойми.

## Демографія
Згідно з переписом 2010 року, у переписній місцевості мешкали 204 особи в 81 домогосподарстві у складі 64 родин. Густота населення становила 24 особи/км².  Було 114 помешкання (14/км²).
Расовий склад населення:
| - 87,3 % — білих - 10,3 % — чорних або афроамериканців - 1,0 % — азіатів |

До двох чи більше рас належало 1,0 %. Частка іспаномовних становила 1,5 % від усіх жителів.
За віковим діапазоном населення розподілялося таким чином: 18,6 % — особи молодші 18 років, 52,5 % — особи у віці 18—64 років, 28,9 % — особи у віці 65 років та старші. Медіана віку мешканця становила 52,7 року. На 100 осіб жіночої статі у переписній місцевості припадало 131,8 чоловіків;  на 100 жінок у віці від 18 років та старших — 107,5 чоловіків також старших 18 років.
За межею бідності перебувало 9,7 % осіб, у тому числі 0,0 % дітей у віці до 18 років та 0,0 % осіб у віці 65 років та старших.
Цивільне працевлаштоване населення становило 47 осіб. Основні галузі зайнятості: науковці, спеціалісти, менеджери — 25,5 %, виробництво — 14,9 %, освіта, охорона здоров'я та соціальна допомога — 12,8 %, будівництво — 12,8 %.